# Nírnaeth Arnoediad
In de fictieve wereld Midden-aarde van schrijver J.R.R. Tolkien, is de Nirnaeth Arnoediad of de Slag van Ongetelde Tranen de desastreus verlopen vijfde slag van de in de Silmarillion beschreven Oorlogen in Beleriand in de Eerste Era.

## De Slag zoals in de Silmarillion wordt verteld
In het jaar 473 van de Jaren van de Zon in de Eerste Era, besloot Maedhros om een aanval in te zetten tegen het Angband van Morgoth, teneinde het voormalige grondgebied van de Noldor terug te winnen. Bijna twee decennia lang na hun verlies in de Dagor Bragollach, hadden de Noldor geen controle meer over het noorden van Beleriand, en leefden ze als vluchtelingen in Hithlum en Nargothrond. Gondolin was afgesloten van de buitenwereld en onbekend.
Onder de naam Unie van Maedhros verzamelden zich elfen van Beleriand samen met Edain, de dwergen van Belegost en de Oosterlingen. Zij sloegen de handen ineen om zo een grote macht te vormen tegen de macht van Morgoth. Allereerst ontdeed het bondgenootschap Beleriand en Dorthonion van de orks, waarna ze zich verzamelden voor een aanval op Thangorodrim.
Het plan was dat Maedhros' leger de aanval zou inzetten om zo het leger van Angband naar buiten te lokken. Hierna zou Fingons leger vanuit de Ered Wethrin de aanval vanuit het westen inzetten. Het leger van Maedhros bestond uit de overgebleven zonen van Fëanor, de elfen en mensen van Himring onder leiding van Maedhros en Bór, en de mensen van Amon Ereb onder leiding van Caranthir en Ulfang. Het leger van Fingon bestond uit de elfen en mensen van Hithlum, de elfen van Falas, de Haladin uit het woud Brethil, de compagnieën uit Nargothrond, en de twee elfen uit Doriath, Beleg en Mablung.
Vanwege de slechte daden van Celegorm en Curufin uit het verleden (twee van Maedhros broers) was het aantal strijdkrachten uit Nargothrond klein. Zij werden aangevoerd door Gwindor. Uit Doriath kwamen slechts Beleg en Mablung, die niet achter wensten te blijven, ondanks het feit dat Thingol gezworen had nooit meer een zoon van Fëanor te hulp te schieten. Onverwacht kwam er echter hulp van Turgon, die meer dan tienduizend strijdkrachten leverde vanuit Gondolin, en daarmee het westelijke leger verdubbelde.
Morgoth maakte echter handig gebruik van spionnen, en kwam de strijdplannen te weten. Ook Ulfang bleek een verrader en spion voor Morgoth te zijn, en hij wist Maedhros in zijn opmars te vertragen. Ondertussen verliet een klein leger van orks Angband om het westelijke leger uit de tent te lokken. In het zicht van de Ered Wethrin werd Gwindors broer Gelmir, die gevangen was genomen tijdens de Dagor Bragollach, op brute wijze afgeslacht. In blinde razernij verbrak Gwindor samen met een groot deel van Fingons mannen de linies, om daarna in grote woede het grootste deel van het Orkleger te vernietigen en daarmee Morgoths plannen in het water te gooien.
Het wordt verhaald dat Morgoth trilde toen Gwindors leger naar zijn poorten marcheerde. Ze braken erdoorheen, en doodden de wachten van Angband. Hierna keerde echter het tij voor Gwindors leger. Ze werden omsingeld door manschappen van Morgoth, die met duizenden tegelijk uit schuilplekken tevoorschijn kwamen. Velen werden gedood of gevangengenomen. Het elfenleger van Fingon werd met grote verliezen van de muren verdreven. Ook vele Haladin sneuvelden in de achterhoede. Turgon, die zijn manschappen niet had meegestuurd in de roekeloze aanval, zette nu de aanval in op het Orkleger en wist de linies van Angband te breken.
Ondertussen was ook Maedhros ter plaatse gekomen. Voordat hij te hulp kon schieten vond hij echter de draak Glaurung en Gothmog, de Heer van de Balrogs, op zijn pad. Alhoewel zelfs nog in deze omstandigheden Maedhros gewonnen zou kunnen hebben, werd hij onverwacht vanuit de achterste linies aangevallen door de verrader Uldor, zoon van Ulfang. Het oostelijke leger werd uiteengeslagen en alleen door de hulp van de dwergen van Belegost wist Maedhros te ontsnappen, doordat hun leider Azaghâl met zijn manschappen Glaurung op afstand wist te houden.
Omdat Azaghâl en zijn leger met ijzeren masker op vochten, deerde het vuur van de draak hen niet zo als de elfen en de mensen. Glaurung vertrapte Azaghâl echter, maar deze wist op het laatste moment nog een dolk in de borst van de draak te steken. De draak vluchtte met hevige pijnen weg, en met hem een groot deel van het Orkleger. De dwergen waren echter ontroostbaar vanwege de dood van hun leider, en namen zijn lichaam mee terug naar hun thuisstreek, de veldslag geheel achter zich latend.
Het westelijke leger kreeg hiermee dus geen enkele steun uit het oosten, en ze werden zwaar aangevallen door de orks onder leiding van Gothmog. Door de aanvallen werd het leger van Fingon afgesneden van de rest van de troepen, en Fingon zag zich genoodzaakt om zich samen met zijn lijfwacht te verdedigen tegen Gothmog zelf. De Balrog kon geen overwinning forceren totdat een andere Balrog Fingon uiteindelijk van achteren aanviel, waarna hij toch door Gothmog werd gedood.
Húrin smeekte Turgon om zich terug te trekken naar Gondolin. Huor en Húrin vormden samen met de overgebleven mensen van Dor-lómin een levende barricade om Turgon genoeg tijd te gunnen om met zijn manschappen naar het noorden te vluchten. De mensen, inclusief Huor, werden allemaal afgeslacht en Húrin werd levend gevangengenomen, nadat hij ten minste zeventig trollen had verslagen.
Morgoth behaalde zo bijna een complete overwinning, door alle mensen van Hithlum te vernietigen en de zonen van Fëanor uiteen te drijven. Alleen Doriath, dat bescherming genoot van de Gordel van Melian, bleef gespaard. Toch bleef Morgoth bevreesd voor de kracht van Turgon, die nu de positie van Hoge Koning van de Noldor bekleedde, na de dood van Fingon, en die woonde in Gondolin, waarvan de locatie nog niet bij Morgoth bekend was.

## Een alternatieve versie
De voorgaande versie van het verhaal werd opgetekend door Christopher Tolkien uit een tekst genaamd "Grey Annals", samen met de informatie uit de Quenta Simarillion. De slag wordt echter ook beschreven in het verhaal De Kinderen van Húrin uit Nagelaten vertellingen. Tolkien vertelt hier een gewijzigde versie van de Slag, die later is opgetekend dan de versies in de Grey Annals en de Quenta Silmarillion. Christopher Tolkien besloot de wijzigingen, op wat kleine details na, uit deze versie niet over te nemen
Het grote verschil zit hem in het feit dat in de latere versie het verraad van de mens Uldor niet de primaire reden is van het grote verlies van de elfen. Tolkien zet Morgoth veel sterker neer in zijn strijd tegen het elfenleger. Waarom Tolkien deze wijzigingen doorvoerde is niet bekend.